# Gullbergs och Bobergs kontrakt
Gullbergs och Bobergs kontrakt var ett kontrakt i Linköpings stift inom Svenska kyrkan. Kontraktet bildades 1702 då Gullbergs kontrakt och Bobergs kontrakt slogs samman. Det upplöstes den 31 december 1974.

## Historik
Åren 1729–1735 hörde Asks och Ekebyborna församlingar hit. År 1750 överfördes Järstads församling hit från Göstrings kontrakt.

## Administrativ historik
Kontraktet omfattade
- Järstads församling som överfördes 1962 till Göstrings och Lysings kontrakt
- Normlösa församling som överfördes 1974 till Göstrings och Lysings kontrakt
- Skeppsås församling som överfördes 1974 till Göstrings och Lysings kontrakt
- Vallerstads församling som överfördes 1974 till Göstrings och Lysings kontrakt
- Herrberga församling som 1962 överfördes till Vifolka och Valkebo kontrakt
- Västerlösa församling som 1962 överfördes till Vifolka och Valkebo kontrakt
- Björkebergs församling som 1962 överfördes till Vifolka och Valkebo kontrakt
- Brunneby församling som vid upplösningen 1975 överfördes till Motala kontrakt
- Fornåsa församling som vid upplösningen 1975 överfördes till Motala kontrakt
- Lönsås församling som vid upplösningen 1975 överfördes till Motala kontrakt
- Älvestads församling som vid upplösningen 1975 överfördes till Motala kontrakt
- Kristbergs församling som vid upplösningen 1975 överfördes till Motala kontrakt
- Klockrike församling som vid upplösningen 1975 överfördes till Motala kontrakt
- Vreta klosters församling som vid upplösningen 1975 överfördes till Domprosteriet
- Stjärnorps församling som vid upplösningen 1975 överfördes till Domprosteriet
- Ljungs församling som vid upplösningen 1975 överfördes till Domprosteriet
- Flistads församling som vid upplösningen 1975 överfördes till Domprosteriet

## Kontraktsprostar
| Ämbetstid | Namn                     | Levnadstid | Övrigt                                             |
| --------- | ------------------------ | ---------- | -------------------------------------------------- |
| 1702-1712 | Bothwid Gladhem          | 1650-1712  | Kyrkoherde i Vreta Klosters församling.            |
| 1714-1721 | Arvid Borænius           | 1657-1721  | Kyrkoherde i Vreta Klosters församling.            |
| 1722-1733 | Andreas Wibjörnson       | 1658-1733  | Kyrkoherde i Vreta Klosters församling.            |
| 1735-1743 | Anton Münchenberg        | 1680-1743  | Kyrkoherde i Vreta Klosters församling.            |
| 1744-1758 | Anders Duræus            | 1682-1758  | Kyrkoherde i Ljungs församling.                    |
| 1759-1773 | Eric Göran Walbom        | 1710-1773  | Kyrkoherde i Vallerstads församling.               |
| 1775-1776 | Jonas Larsson Nordell    | 1711-1776  | Kyrkoherde i Ljungs församling.                    |
| 1777-1787 | Tiburtz Tiburtius        | 1706-1787  | Kyrkoherde i Vreta Klosters församling.            |
| 1788–1807 | Daniel Benedicti Ekerman | 1735–1807  | Kyrkoherde i Ljungs församling.                    |
| 1808-1821 | Johan Kling              | 1745-1821  | Vikarie från 1795. Kyrkoherde i Ljungs församling. |
| 1821-1827 | Jonas Enwall             | 1764-1827  | Kyrkoherde i Klockrike församling.                 |
| 1827-1856 | Adolph Bruun             | 1781-1860  | Kyrkoherde i Ljungs församling.                    |
| 1856-1869 | Karl Johan Metzén        | 1796-1869  | Kyrkoherde i Klockrike församling.                 |
| 1870-1871 | Johan Fredrik Johansson  | 1810-1871  | Kyrkoherde i Vallerstads församling.               |
| 1871-1883 | Johan Fredrik Grewell    | 1806-1884  | Kyrkoherde i Klockrike församling.                 |
| 1883-1888 | Carl Fredrik Wahlgren    | 1811-1888  | Kyrkoherde i Björkebergs församling.               |
| 1888-1904 | Evald Stenhammar         | 1836-1910  | Kyrkoherde i Vreta Klosters församling.            |
| 1904-1913 | Johan Ekedahl            | 1862–1944  | Kyrkoherde i Björkebergs församling.               |
| 1913-1925 | Otto Edoff               | 1846–1930  | Kyrkoherde i Klockrike församling.                 |
| 1925–1931 | Claes Bülow              | 1863–1931  | Kyrkoherde i Kristbergs församling.                |
| 1938–1955 | Sixten Dahlquist         | 1888–1977  | Kyrkoherde i Vreta Klosters församling.            |
| 1956–1972 | Harald Andersson         | 1907–1986  | Kyrkoherde i Kristbergs församling.                |